# One OK Rock
One Ok Rock je japonská rocková skupina založená v roce 2005. Skupinu v současnosti tvoří zpěvák Takahiro Moriuchi, kytarista Toru Yamashita, baskytarista Ryota Kohama a bubeník Tomoya Kanki. Mezi bývalé členy patří bubeník Yu Koyanagi a kytarista Alexander „Alex“ Reimon Onizawa. Hrají rozmanité hudební styly, jejich písně sahají od alternativního rocku přes emo až po post-hardcore a pop punk.

## Historie
S formací celé kapely začali v roce 2005. Následující rok z kapely odchází bubeník Yu Koyanagi. Jeho místo zaujmul Tomoya "Tomo" Kanki.
V roce 2007 se přidali ke společnosti Amuse a začali tvořit a vydávat hudbu. Téhož roku vydávají své debutové album Zeitakubyo.
V roce 2009 skupinu opustil hlavní kytarista Alexander Reimon "Alex" Onizawa. Ten měl pletky se zákonem a byl zatčen. Nahradil ho Toru Yamashita.
V roce 2021 odešli ze společnosti Amuse. Následně začali vydávat pod hudebním vydavatelstvím Fueled by Ramen.
K roku 2024 vydali deset studiových alb.

## Styl a vlivy
Jako své hudební vzory členové uvádějí Linkin Park, Foo Fighters, Good Charlotte, Ellegarden a the Used.

## Členové
Současní členové

Logo skupiny

- Takahiro "Taka" Moriuchi – zpěv (2005–současnost), kytary (2009–současnost)
- Toru Yamashita (山下 亨, Yamashita Tōru) – sólová kytara (2009–současnost), rytmická kytara, vokály (2005–současnost)
- Ryota Kohama (小浜 良太, Kohama Ryōta) – basová kytara, doprovodné vokály (2005–současnost)
- Tomoya "Tomo" Kanki (神吉 智也, Kanki Tomoya) – bicí, perkuse, doprovodné vokály (2006–současnost)

Bývalí členové
- Alexander Reimon "Alex" Onizawa – sólová kytara, doprovodné vokály (2005–2009)
- Yu Koyanagi (小柳 友, Koyanagi Yū) – bicí, perkuse (2005–2006)

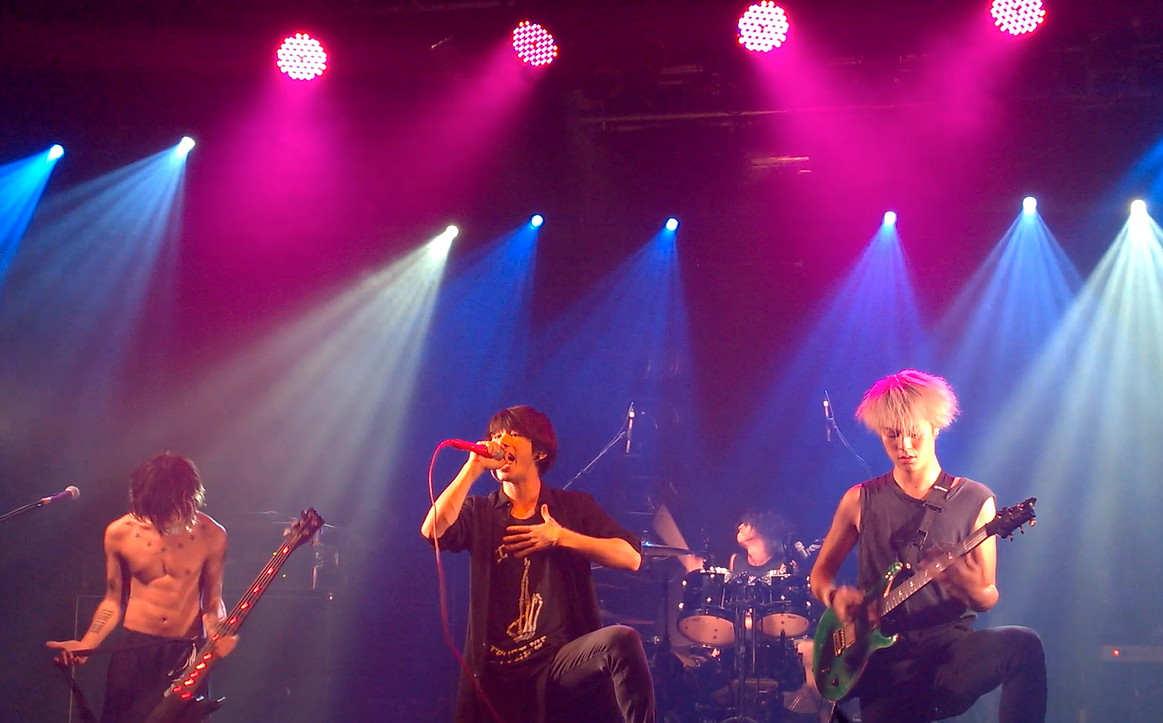
Skupina v roce 2014

## Diskografie
Studiová alba
- Zeitakubyo (2007)
- Beam of Light (2008)
- Kanjō Effect (2008)
- Niche Syndrome (2010)
- Zankyo Reference (2011)
- Jinsei×Boku= (2013)
- 35xxxv (2015)
- Ambitions (2017)
- Eye of the Storm (2019)
- Luxury Disease (2022)
- DETOX (2025)

## Filmografie
- Fool Cool Rock! One Ok Rock Documentary Film (2014)
- One Ok Rock: Flip a Coin (2021)